# Jasmine Directory
Jasmine Directory è una web directory editata manualmente e in parte commerciale che fornisce siti web categorizzati per tema e regione. Fondata nel 2009 da due studenti, questa directory offre una gamma di 13 categorie basate su soggetto e una categoria basata sulla regione, con risorse selezionate manualmente e recensite per i propri utenti. Jasmine Directory contiene anche un blog in cui gli utenti possono trovare un elenco delle migliori web directories, consigli di marketing per le piccole imprese e informazioni sulla storia dei computer.
I editori di Jasmine Directory manualmente aggiungono risorse all'indice (il 90% degli elenchi di Jasmine Directory sono stati aggiunti manualmente, secondo il co-fondatore Robert Gomboș); i proprietari di siti possono anche proporre i loro siti web per la revisione pagando una tassa, tuttavia, l'inclusione non è garantita se le risorse suggerite non sono conformi alle linee guida redazionali. A causa della discrezione editoriale coinvolta nel processo di quotazione, i motori di ricerca trovano le inserzioni in "directories di qualità" come citazioni valutate. I proprietari di siti web riportano che inviare i loro siti alle web directories può essere una procedura utile.

## Storia
Fondata nel 2006 e lanciata nel 2009 presso l'Università di Tecnologia e Economia di Budapest dagli studenti Pécsi András e Robert Gomboș, il progetto è stato sviluppato utilizzando un codice centrale creato da TOLRA Micro Systems Limited. Attualmente, Jasmine Directory è di proprietà di GnetAds, che ha sede a Valley Cottage, New York.

## Struttura
La Jasmine Directory è relativamente ricca di contenuti. La directory ha un totale di 10.901 siti web organizzati in 14 categorie. Il contenuto della directory è specifico in materia. Alcune delle categorie in Jasmine Directory sono: Arti e umanistiche, Business e finanze, Computer e tecnologia, Salute e fitness, Casa e giardino e Internet e marketing. Altre categorie sono Bambini e adolescenti, Tempo libero e viaggi, Notizie e politica, Gente e società, Ricreazione e sport, Regionale, Scienza e riferimento e Shopping e commercio elettronico. Jasmine Directory fornisce sottocategorie alle categorie primarie che sono disposte anche in ordine alfabetico.

## Recensioni
Nel 2013 e 2014, Jasmine Directory è stato valutato da Ken Anderson – proprietario e operatore della Magic City Morning Star – nelle sue "Top Ten Web Directories", dove ogni directory viene riesaminata trimestralmente. Ha anche valutato Jasmine Directory in cinque aree chiave: estetica (8/10), dimensioni (9/20), intuizione (19/20), qualità (22/25) e utilità (22/25). Ann Smarty – search marketer e rubricista presso l'Entrepreneur – menziona Jasmine Directory come una "esperienza preziosa per l'utente".
Moz aveva assegnato a Jasmine Directory un'autorità di dominio di 60/100, un'autorità di pagina di 67/100, un MozRank di 6,81 e un MozTrust di 6,64. Il suo Majestic Trust Flow è 59, mentre il Citation Flow è 49. A partire da maggio 2017, il suo Alexa Traffic Rank è 20.763.